# Modrovous

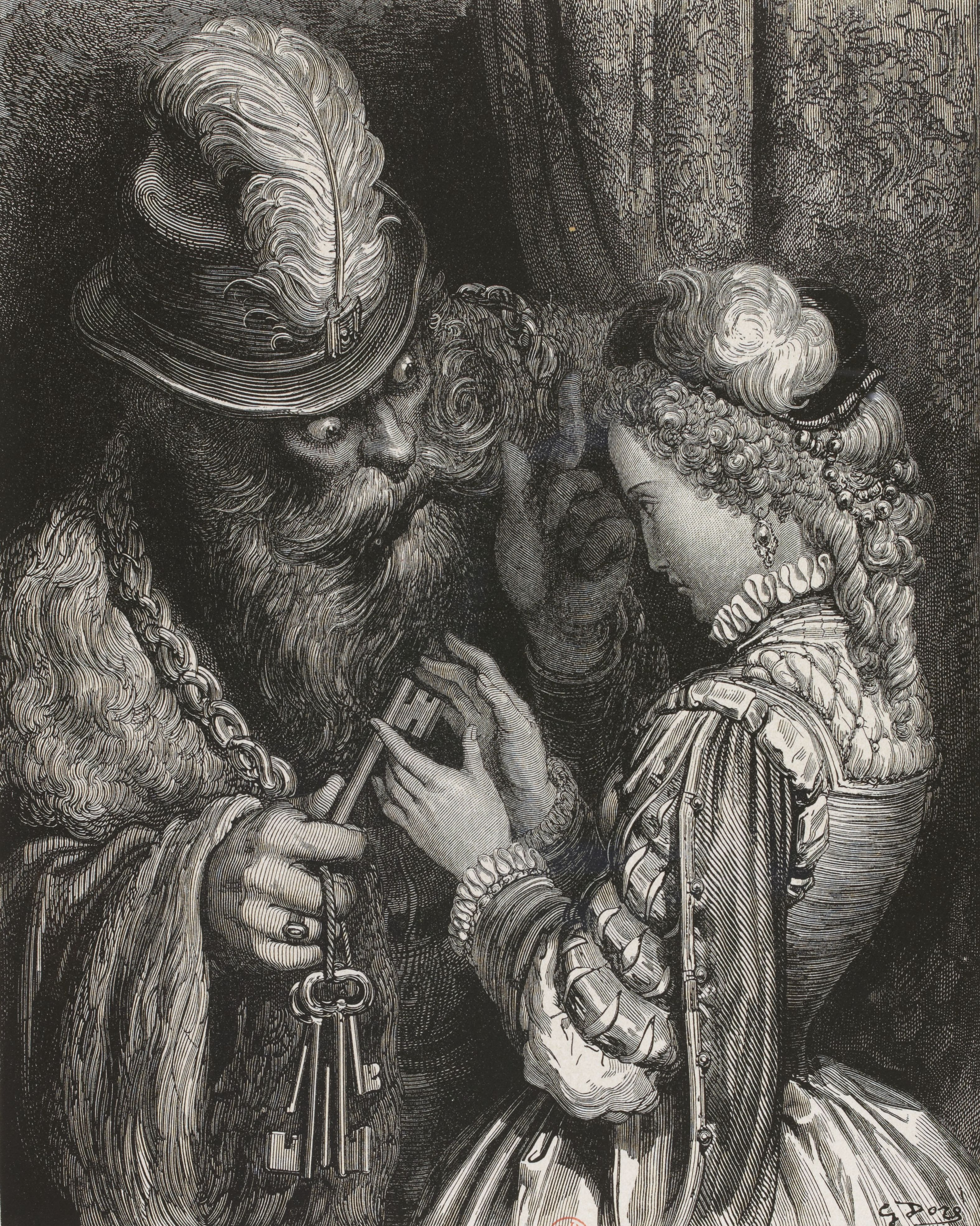
Modrovous předává klíč své ženě (Gustave Doré)

Modrovous (francouzsky  La Barbe bleue) je francouzský lidový příběh, jehož nejznámější přeživší verzi zachytil Charles Perrault ve sbírce Histoires ou Contes du temps passé vydané v roce 1697.
Jako předloha titulní postavy mohli posloužit sériový vrah Gilles de Rais, který žil v 15. století, nebo bretaňský král Conomor. 
Na počátku 20. století obdržel od britských novinářů přezdívku Modrovous (angl. Bluebeard) sériový vrah George Joseph Smith.

## Příběh
Modrovous je bohatý šlechtic známý svým příslovečným vousem a tím, že byl už několikrát ženatý. Co se stalo s jeho manželkami, to nikdo neví. Když jednou navštíví jednoho ze svých sousedů a žádá o ruku jedné z jeho dvou dcer, dívky jsou zděšené a snaží se, aby si vybral tu druhou. Modrovous nakonec přesvědčí mladší z nich, aby se za něj vdala.
Brzy poté Modrovous oznamuje své ženě, že musí na nějakou dobu odjet a předává jí klíče ke dveřím v jejich zámku. Zároveň jí dává klíč k malé místnosti pod zámkem a zdůrazňuje, že tam nesmí na rozdíl od jiných místností nikdy vstoupit. Dívka přísahá, že do té místnosti nikdy nevstoupí. Modrovous opouští zámek a přenechává jí domácnost. Jeho žena okamžitě cítí nutkání zjistit, co zakázaná místnost obsahuje a přes varování své sestry, která ji přijela navštívit, opouští oslavu a své hosty a zamíří k místnosti.
Dívka objevuje strašlivé tajemství místnosti: podlahu pokrývá krev a těla předchozích Modrovousových manželek visí na hácích na zdech. Zhrozená dívka upouští klíč do kaluže krve. Utíká z místnosti, ale krev z klíče nejde smýt. Své sestře prozradí Modrovousovo tajemství a plánují, že příštího dne ze zámku utečou. Modrovous se však nečekaně vrací už příští ráno a ihned si všimne krve na klíči. V hněvu manželce vyhrožuje, že jí okamžitě srazí hlavu, ale dívka ho žádá o čtvrt hodinu na modlitbu. Společně se svou sestrou se zamkne v nejvyšší věži. Zatímco se Modrovous s mečem v ruce snaží dostat přes dveře, dívky čekají na příjezd svých dvou bratrů. Na poslední chvíli je pak bratři zachrání a Modrovouse zabijí.
Jedinou Modrovousovou dědičkou je jeho žena, která tak zdědí jeho celé jmění. Část využije jako věno pro svou sestru, část pro své bratry a zbytek na to, aby si našla lepšího manžela.

## Adaptace

### Opera
- Béla Bartók: Modrovousův hrad (1911
- Jacques Offenbach: Modrovous (Barbe bleu)

### Film
- Bluebeard (č. název: Modrovous) – Film, Francie / Itálie / Západní Německo / Maďarsko 1972, režie: Edward Dmytryk, ČSFD